# Snjagowo (obwód Burgas)
Snjagowo (bułg. Снягово) – wieś w Bułgarii, w obwodzie Burgas, w gminie Ruen. W 2023 roku liczyła 1028 mieszkańców.